# Kostel Navštívení Panny Marie (Liberec)
Kostel Navštívení Panny Marie je filiálním a hřbitovním kostelem v Liberci – Starém Harcově.

## Historie
Základní kámen položil 7. června 1858 liberecký kaplan Anton Henke. Dne 25. listopadu 1860 kostel posvětil liberecký vikář Franz Moysel.
Plány kostela vypracoval a hlavní stavební práce prováděl Josef Schwarzbach.